# Tetraloniella braunsiana
Tetraloniella braunsiana là một loài Hymenoptera trong họ Apidae. Loài này được Friese mô tả khoa học năm 1905.